# لم‌آباد
لم‌آباد ، روستایی از توابع بخش مرکزی شهرستان ملارد در استان تهران، کشور ایران است.

## جمعیت
این روستا در دهستان ملارد شمالی قرار دارد و براساس سرشماری مرکز آمار ایران در سال ۱۳۹۵، جمعیت آن ۳٬۲۲۷ نفر (۱۰۰۲ خانوار) بوده‌است.